# 格爾博烏鄉

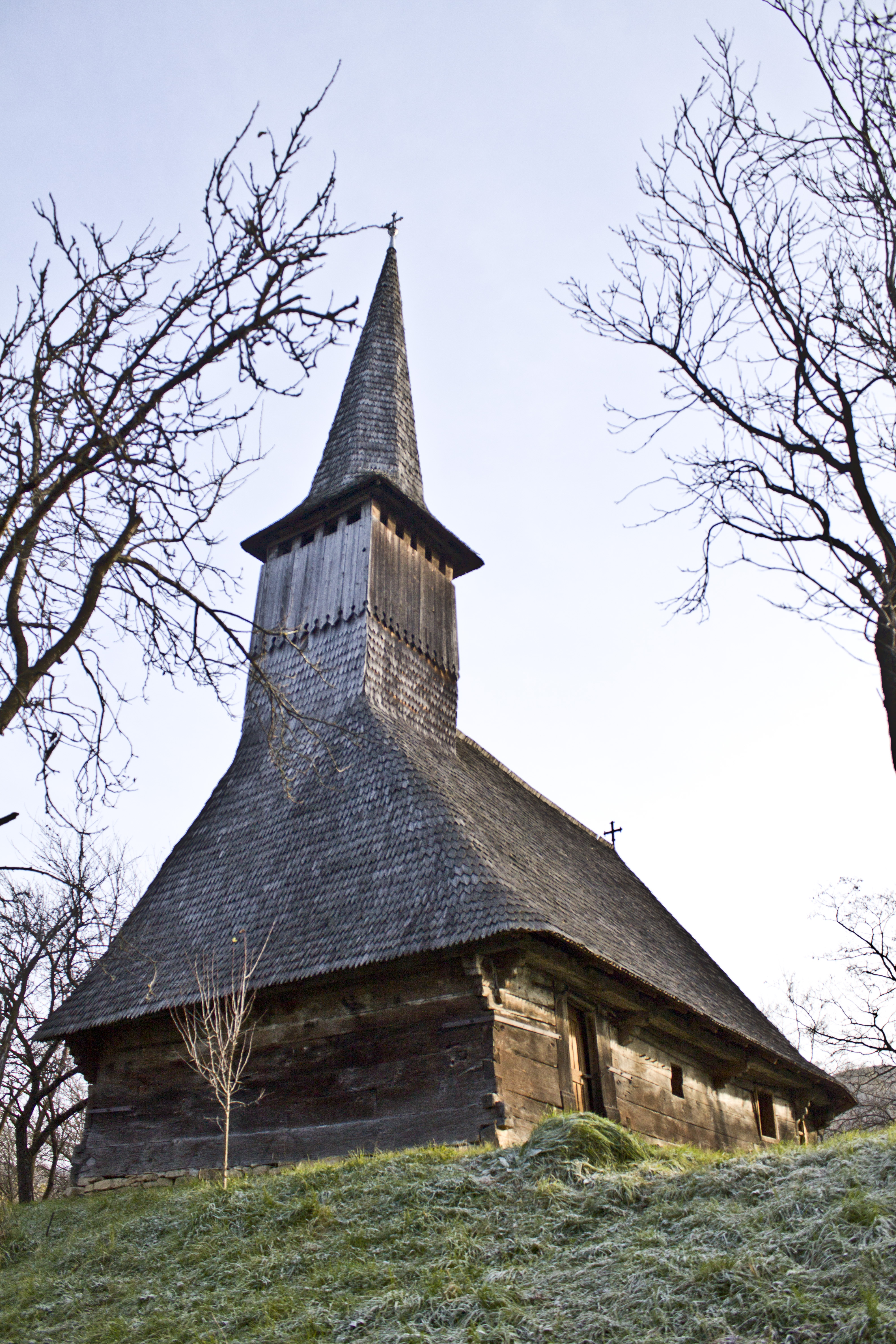

47°09′N 23°26′E / 47.150°N 23.433°E
格爾博烏鄉（羅馬尼亞語：Comuna Gârbou, Sălaj），是羅馬尼亞的鄉份，位於該國西北部，由瑟拉日縣負責管轄，面積101平方公里，海拔高度288米，2007年人口2,264，人口密度每平方公里23人。